# Triklór-etilén
A triklór-etilén (vagy triklór-etén, „Tri”) a halogénezett szénhidrogének közé tartozó szerves vegyület, az etilén klórtartalmú származéka. Színtelen, jellegzetes, a kloroformhoz hasonló szagú, nagy sűrűségű folyadék. Vízben alig oldódik, de elegyedik a legtöbb szerves oldószerrel (például alkohollal, éterrel, benzinnel). Jó oldószer, az iparban zsíroldásra is használják.

## Kémiai tulajdonságai
Nem gyúlékony vegyület, az égést nem táplálja. Fény hatására vagy alumíniumpor jelenlétében bomlik, sósavgáz válik belőle szabaddá. Ezt a bomlást néhány vegyület, például a trietil-amin akadályozza. Nyílt láng hatására nagyon mérgező foszgénné alakulhat, ezt dohányzás is kiválthatja. Ha lúgok jelenlétében melegítik, diklór-acetilén képződik és öngyulladás történhet.

## Élettani hatása
Kis mennyiségben altató hatású, nagy mennyiségben mérgezést okozhat. Ennek tünetei az émelygés és a hányás, és akár halálos kimenetelű is lehet.

## Előállítása
A triklór-etilén előállítására több módszer is létezik. Az egyik eljárás szerint először acetilénből klóraddícióval 1,1,2,2-tetraklór-etánt állítanak elő, majd ebből hidrogén-klorid eliminációjával triklór-etilént nyernek.
{\displaystyle \mathrm {HC{\equiv }CH+2\ Cl_{2}\rightarrow CHCl_{2}{-}CHCl_{2}} }
{\displaystyle \mathrm {CHCl_{2}{-}CHCl_{2}\rightarrow Cl_{2}C{=}CHCl+HCl} }

## Felhasználása
Régebben oldószerként (nyersgumi, bitumen, kátrány oldására) és extrahálószerként alkalmazták, ma már ezekre a célokra kevéssé használják. Felhasználták textíliák, ruhaneműk száraz tisztítására is.
Kiindulási anyag egyes szerves kémiai szintézisekben.